# Tlahuelpuchi
Tlahuelpuchi o Tlahuelpochi (del náhuatl: Tlawihpochin ‘mago o bruja chupasangre’) (plural: tlatlawihpochtin o tlawihpochtin) es una entidad sobrenatural entre las creencias nahuas del altiplano, específicamente del estado de Tlaxcala. El Tlahuelpuchi corresponde a un ente femenino —aunque hay versiones que manejan que también existen tlahuelpuchis varones—, mezcla entre hechicero y vampiro, con la capacidad de convertirse en vapor, y que se alimentaba de sangre humana y animal, específicamente la sangre de niños.

## Origen de la leyenda
La leyenda del tlahuelpuchi proviene de una leyenda tlaxcalteca predecesora; para los nahuas los tlahuelpuchis eran seres con los poderes de un nahual, esto es, la capacidad de tomar alguna forma animal o de vapor; particularmente se les asociaba con las luciérnagas y, además, también tenía la capacidad de convertirse en fuego o de escupirlo.

## Concepción actual
Cabe destacar que para los mexicas un tlahuelpuchi no era una entidad maligna y podría ser un hombre; la actual concepción se puede atribuir al mestizaje cultural con el folclore europeo y las creencias judeocristianas. 
En la década de los 1960, el investigador Hugo Nutini de la Universidad de Arizona realizó la más conocida y amplia investigación respecto al tema de los tlahuelpuchis. Él atribuyó la creencia en los tlahuelpuchis en los pueblos indígenas de Tlaxcala como una forma de explicar las muertes infantiles; para él las supuestas muertes atribuidas al tlahuelpuchi correspondrían a:
- Muertes accidentales por asfixia.
- Infanticidios encubiertos.
- Síndrome de muerte infantil o muerte de cuna.

## Características
Según la leyenda, los tlahuelpuchis son mujeres en apariencia normales que han sido víctimas de un tipo de maldición o que practican una forma de magia negra; esto les da diferentes poderes como: 
- La capacidad de transformarse en animales, especialmente aves.[6]
- Control mental: supuestamente esto lo logra mediante una especie de vapor que induce en sus víctimas un estado de sopor.[7]